# Кивасозеро
Кивасозеро — пресноводное озеро на территории Петровского сельского поселения Кондопожского района и Эссойльского сельского поселения Пряжинского района Республики Карелии.

## Общие сведения
Площадь озера — 1,2 км², площадь водосборного бассейна — 11 км². Располагается на высоте 146,5 метров над уровнем моря.
Форма озера лопастная, продолговатая: оно почти на три километра вытянуто с северо-запада на юго-восток. Берега изрезанные, каменисто-песчаные, местами заболоченные.
Через ряд проток и озёр Кивасозеро соединяется с Совдозером, из которого берёт начало река Соуда, впадающая в Лакшозеро, которое протокой соединяется с Сямозером, из которого берёт начало река Сяпся, впадающая в Вагатозеро. Через последнее протекает река Шуя.
В озере более десяти безымянных островов различной площади, однако их количество может варьироваться в зависимости от уровня воды.
Населённые пункты и автодороги вблизи водоёма отсутствуют.
Код объекта в государственном водном реестре — 01040100111102000017129.